# Хилиодендро
Хилио́дендро (греч. Χιλιόδενδρο, до 9 сентября 1927 года — Зели́ни греч. Ζελήνη, болг. Желин) — село в диме Кастория в периферии Западная Македония в Греции.

## История
В 1902 году в селе турками был убит православный священник Василий Карапаликис, который был прославлен 27 ноября 2014 года в лике мучеников, в связи с чем митрополит Касторийский Серафим совершил чин омовения святых мощей и положение их в местном храме.

## Население
| 1913 | 1920 | 1928 | 1940 | 1951 | 1961 | 1971 | 1981 | 1991 |
| ---- | ---- | ---- | ---- | ---- | ---- | ---- | ---- | ---- |
| 592  | ↘457 | ↘440 | ↘309 | ↗511 | ↗525 | ↗527 | ↗565 | ↗638 |